# Apogonia munda
Apogonia munda är en skalbaggsart som beskrevs av Karsch 1882. Apogonia munda ingår i släktet Apogonia och familjen Melolonthidae. Inga underarter finns listade i Catalogue of Life.